# Andrew Yeom Soo-jung
Andrew Yeom Soo-jung (en Coréen : 염수정, Andrew - ou André - est le prénom chrétien et Soo-jung le prénom coréen, Yeom étant le patronyme), né le 5 décembre 1943 à Anseong, en Corée, est un évêque coréen, archevêque de Séoul de mai 2012 à octobre 2021 et cardinal depuis 2014.

## Biographie
Andrew Yeom Soo-jung est né et a grandi dans une famille profondément catholique, ayant parmi ses ancêtres Peter Yeom Seok-tae et sa femme Kim Maria qui ont été arrêtés et exécutés en 1850 en raison de leur foi. La famille Yeom a conservé cette foi malgré les persécutions, ce qui a permis à la cinquième génération de catholique, à Yeom Soo-jung et à deux de ses frères d'entrer dans les ordres. 
Andrew Yeom Soo-jung est ordonné prêtre le 8 décembre 1970 à Séoul. Après son ordination, il exerce différents ministères : vicaire dans deux paroisses jusqu'en 1973, professeur et directeur du petit séminaire Songshin High School de 1973 à 1977, curé de trois localités de 1977 à 1987, procureur du grand séminaire de Séoul jusqu'en 1992, chancelier de la curie archidiocésaine jusqu'en 1998. De 1998 à 2001, il est curé de Mok-dong, vicaire forain et membre du conseil presbytéral. 
Le 12 décembre 2001, Jean-Paul II le nomme évêque titulaire de Thibiuca (de) et évêque auxiliaire de Séoul. Il reçoit l'ordination épiscopale le 25 janvier suivant des mains de Nicolas Cheong Jin-suk, archevêque de Séoul. Il occupe alors la fonction de vicaire général du diocèse. 
Le 10 mai 2012, il succède au cardinal Cheong sur le siège archiépiscopal de Séoul et reçoit également la charge d'administrateur apostolique de Pyongyang. 
Le dimanche 12 janvier 2014, François annonce au cours de l’Angélus sa création comme cardinal qui a eu lieu le 22 février 2014 en même temps que celle de dix-huit autres prélats,. Il invite le pape à venir faire un voyage en Corée du Sud à l'occasion de la sixième journée de la jeunesse asiatique qui doit se dérouler en août suivant.
Le 28 octobre 2021, le pape François accepte sa démission pour raison d'âge.
Il atteint la limite d'âge le 5 décembre 2023, ce qui l'empêche de participer aux votes du prochain conclave.

### Sources
- (it) Cet article est partiellement ou en totalité issu de l’article de Wikipédia en italien intitulé « Andrew Yeom Soo-jung » (voir la liste des auteurs).
- (en) Archbishop Yeom: A humble pastoral worker, Korea Herald, 25 juin 2012